# Les Peutch
Les Peutch sont un groupe de trois humoristes suisses, créé en 1995.

## Description
Les Peutch sont composés de trois humoristes neuchâtelois :
- Noël Antonini, né le 21 décembre 1972 à Lausanne[2] ;
- Christophe Bugnon, né le 22 avril 1967 à La Chaux-de-Fonds[3] ;
- Carlos Henriquez, né le 16 octobre 1969 à La Chaux-de-Fonds[4],[5].

Ils se rencontrent lors d'un stage d'improvisation théâtrale le 25 avril 1995 et y fondent leur groupe, Les Peutch (le zizi, en patois neuchâtelois),,.
Ils sont principalement connus pour leurs personnages de Maurice, Ambroise et Fernand, résidents de la maison de retraite des Endives. Inspirés du Muppet Show, ceux-ci apparaissent pour la première fois en 1997, dans la Revue de Cuche et Barbezat, .
De 2004 à 2007, ils tiennent un comic strip humoristique intitulé « Ton ami les Peutch » dans Le Matin Dimanche. Une sélection de ces productions fait l'objet d'une publication en 2007,.

## Spectacles
- 1997 : « Trois êtres humains normalement constitués », mis en scène par Jean-Luc Barbezat[11], sit-com sur le quotidien de trois colocataires[réf. nécessaire]
- 1998 : « On nourrit d'étranges pensées », mis en scène par Jean-Luc Barbezat[12],[13]. Grand prix de la presse et prix du meilleur spectacle étranger au Festival du rire de Rochefort en 1999[11]. Joué à la Comédie de Paris entre octobre 2002 et février 2003[1].
- 2001 : « La Vie devant eux »[1], mis en scène par Jean-Luc Barbezat[14]. Joué près de 200 fois en Suisse. Récompensé au Festival du rire de Rochefort[9].
- 2006 : « Les Endives », mis en scène par Thierry Romanens[15]. Tournée au Québec[16].
- 2007 : ils accompagnent la tournée du Cirque Knie en Suisse romande[17],[18],[19], avec le spectacle « Fantatisco », mis en scène par Pierre Naftule[11], et se produisent au Festival du rire de Montreux[20].
- 2009 : « Face à face à face »[7]
- 2021 : « Vivants », mis en scène par Jean-Luc Barbezat[21]. Premier spectacle en commun après dix ans de pause[22],[23].

## Publication
Peutch, Les Trois Sages. Trois ans de strip, Lausanne, Favre, mai 2007, 120 p. (ISBN 9782828909611, présentation en ligne)